# لي بليسينج
لي بليسينج (بالإنجليزية: Lee Blessing)‏ هو كاتب مسرحي أمريكي، من مواليد منيابولس ولد في تاريخ 4 أكتوبر 1949 من الولايات المتحدة. 

## وصلات خارجية
- لي بليسينج على موقع IMDb (الإنجليزية)
- لي بليسينج على موقع قاعدة بيانات برودواي على الإنترنت (الإنجليزية)
- لي بليسينج على موقع قاعدة بيانات الفيلم (الإنجليزية)